# Чемпіонат України з фехтування 2014
Чемпіонат України з фехтування 2014 року проходив з 14 по 22 квітня в місті Києві у Легкоатлетичному манежі.

## Переможці

### Рапіра
- Командна першість. Чоловіки:

1. м. Львів.
2. м. Київ-1.
3. Волинь

- Командна першість. Жінки:

1. м. Київ-1.
2. м. Миколаїв-1.
3. Закарпаття-1.

- Особиста першість. Чоловіки:

1. Андрій Погребняк (Київ).
2. Павло Сірачинський (Львів).
3. Клод Юнес (Львів), Владислав Злий (Київ).

- Особиста першість. Жінки:

1. Ольга Лелейко (Київ).
2. Анастасія Московська (Миколаїв).
3. Катерина Ченцова (Київ — Миколаїв), Ольга Станкевич (Київ).

### Шабля
- Командна першість. Чоловіки:

1. Хмельницька область.
2. Миколаївська область.
3. Київська область.

- Командна першість. Жінки:

1. Миколаївська область.
2. Хмельницька область.
3. Одеська область.

- Особиста першість. Чоловіки:

1. Андрій Ягодка (Одеса).
2. Євген Стаценко (Київ).
3. Дмитро Пундик (Нетішин), Богдан Платонов (Миколаїв).

- Особиста першість. Жінки:

1. Ольга Харлан (Миколаїв).
2. Олена Вороніна (Київ).
3. Ольга Жовнір, Галина Пундик (обидві — Нетішин).

### Шпага
- Командна першість. Чоловіки:

1. м. Київ.
2. м. Харків.
3. Дніпропетровська область.

- Командна першість. Жінки:

1. м. Львів.
2. м. Київ.
3. Харківська область.

- Особиста першість. Чоловіки:

1. Віталій Медведєв (Київ).
2. Богдан Нікішин (Дніпро).
3. Ігор Рейзлін (Київ), Максим Хворост (Харків).

- Особиста першість. Жінки:

1. Фейбі Бежура (Київ).
2. Анастасія Івченко (Львів).
3. Анфіса Почкалова (Львів) та Олена Кривицька (Київ).